# Stanley Pargellis

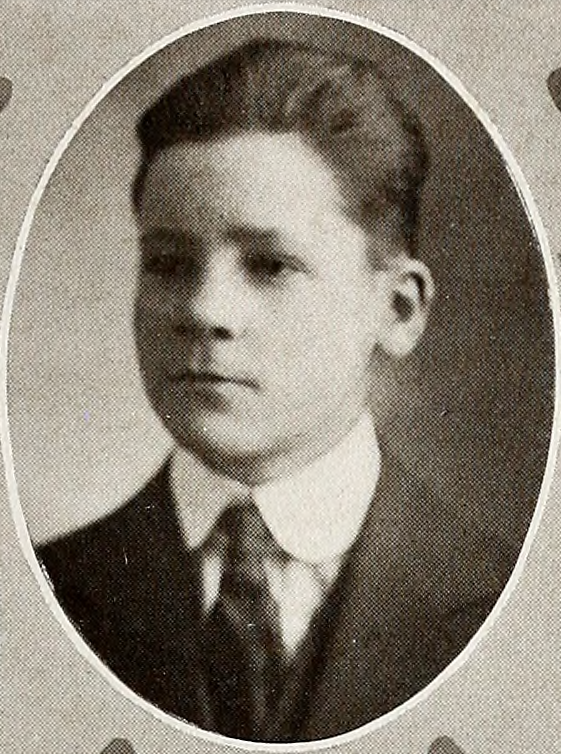
Junior Class 1917, aus dem Jahrbuch der Universität von Nevada, 1918

Stanley McCrory Pargellis (* 25. Juni 1898 in Toledo, Ohio; † 6. Januar 1968 in Chicago) war ein amerikanischer Historiker und Bibliothekar. Als Historiker veröffentlichte er vor allem zur Militärgeschichte der amerikanischen Kolonialzeit. 1942–1962 war er Leiter der Newberry Library in Chicago.

## Biographie
Pargellis studierte an der University of Nevada, Reno (B.A. 1918), der Harvard Law School sowie als Rhodes-Stipendiat am Exeter College der University of Oxford (B. A. 1922; M.A. 1929). Seine Laufbahn als Hochschullehrer begann er als Dozent für Geschichte und Englisch am California Institute of Technology (1923–1925). Von 1926 bis 1942 lehrte er an der Yale University, wo er 1929 mit einer Arbeit über Lord Loudoun zum Ph.D. promovierte. Als Historiker veröffentlichte er vor allem zur Militärgeschichte der amerikanischen Kolonialzeit. So gab er 1936 eine Quellenedition von militärgeschichtlich relevanten Dokumenten aus dem Archiv des Duke of Cumberland im Windsor Castle heraus.
1942 wechselte er als leitender Bibliothekar an die Newberry Library in Chicago, eine der weltweit größten unabhängigen Forschungsbibliotheken. Hier verfolgte er bei der Anschaffung neuer Bücher eine recht selektive Politik, trug aber einiges dazu bei, die Archivbestände zu erschließen und zu erweitern. Besonders um die Archivierung von Dokumenten der amerikanischen Wirtschafts- und Unternehmensgeschichte machte er sich verdient; so sicherte er für die Newberry Library das gesamte Geschäftsarchiv der Chicago, Burlington and Quincy Railroad. Die Bedeutung des Archivwesens für die amerikanische Unternehmensgeschichte unterstrich er auch in zwei Vorträgen vor der Newcomen Society (The Judgment of History on American Business 1943 sowie The Corporation and the Historian 1944). Auch die Literaturwissenschaft lag ihm am Herzen, so stattete er die Zeitschrift Poetry in den schwierigen 1940er Jahren mit Zuwendungen der Bibliothek aus. Unter seine Ägide wurde auch ein hauseigenes Periodikum auf den Weg gebracht, das The Newberry Library Bulletin (ab 1944). 1962 trat er in den Ruhestand.

## Werke (Auswahl)
Eine vollständige Auflistung der Veröffentlichungen Pargellis bietet D. W. Krummel: The Writings of Stanley Pargellis. In: Heinz Bluhm (Hrsg.): Essays in History and Literature Presented by Fellows of the Newberry Library to Stanley Pargellis. Newberry Library, Chicago 1965. S. 221–231.
Monographien
- Lord Loudoun in North America. Yale University Press, New Haven 1933; Reprint: Archon Books, Hamden CT 1968.
- Father Gabriel Richard. Wayne University Press, Detroit 1950.

Aufsätze und Vorträge (Auswahl)
- The Four Independent Companies of New York. In: Essays in Colonial History Presented to Charles McLean Andrews by His Students. Yale University Press, New Haven, CT 1931.
- Braddock's Defeat. In: American Historical Review 41:2, 1936. S. 253–69.
- The Judgment of History on American Business (A Newcomen Address). Princeton University Press 1943.
- The Corporation and the Historian (A Newcomen Address). Princeton University Press 1943.
- Building a Research Library. In: College and Research Libraries 5, März 1944. S. 110–114.
- On Being a Librarian. In: The American Oxonian 40, Jan. 1953. S. 3–8.

Herausgeberschaft
- Military Affairs in North America, 1748-1765: Selected Documents from the Cumberland Papers in Windsor Castle. D. Appleton-Century Co., New York und London 1936. Reprint: Archon Books, Hamden CT 1969.
- mit Ruth Lapham Butler: Nathaniel Fish Moore: Diary: A Trip from New York to the Falls of St. Anthony in 1845. University of Chicago Press 1946.
- mit Lloyd Lewis: Granger Country: A Pictorial Social History of the Burlington Railroad. Little, Brown, Boston 1949.
- mit D. J. Medley: Bibliography of British History: The Eighteenth Century, 1714-1789. Rowman and Littlefield, Totowa NJ 1977.

## Sekundärliteratur
- Heinz Bluhm (Hrsg.): Essays in History and Literature Presented by Fellows of the Newberry Library to Stanley Pargellis. Newberry Library, Chicago 1965 (Festschrift).
- D. W. Krummel: Pargellis, Stanley. In: Dictionary of American Library Biography. Libraries Unlimited, Littleton CO 1978, S. 389–391.